# Узе, Шарль Гюстав
Шарль Гюстав Узе (фр. Charles-Gustave Housez; 19 декабря 1822, Конде-сюр-л’Эско — 6 июля 1894, Мальзевиль) — французский художник.

## Биография
Уроженец небольшого городка Конде-сюр-л’Эско на севере Франции, на бельгийской (до 1830 года — нидерландской) границе. С 1838 года учился живописи в Париже у Франсуа Эдуара Пико. В 1848 году участвовал в конкурсе на Римскую премию; саму премию не получил, но заслужил почётное упоминание. Окончил парижскую Высшую школу изящных искусств. Испытал влияние художников Вильяма Бугро, Александра Кабанеля, Шарля Мюллера. Много работал как исторический живописец. С 1862 по 1870 год Узе был профессором Валансьенской академии.

## Галерея

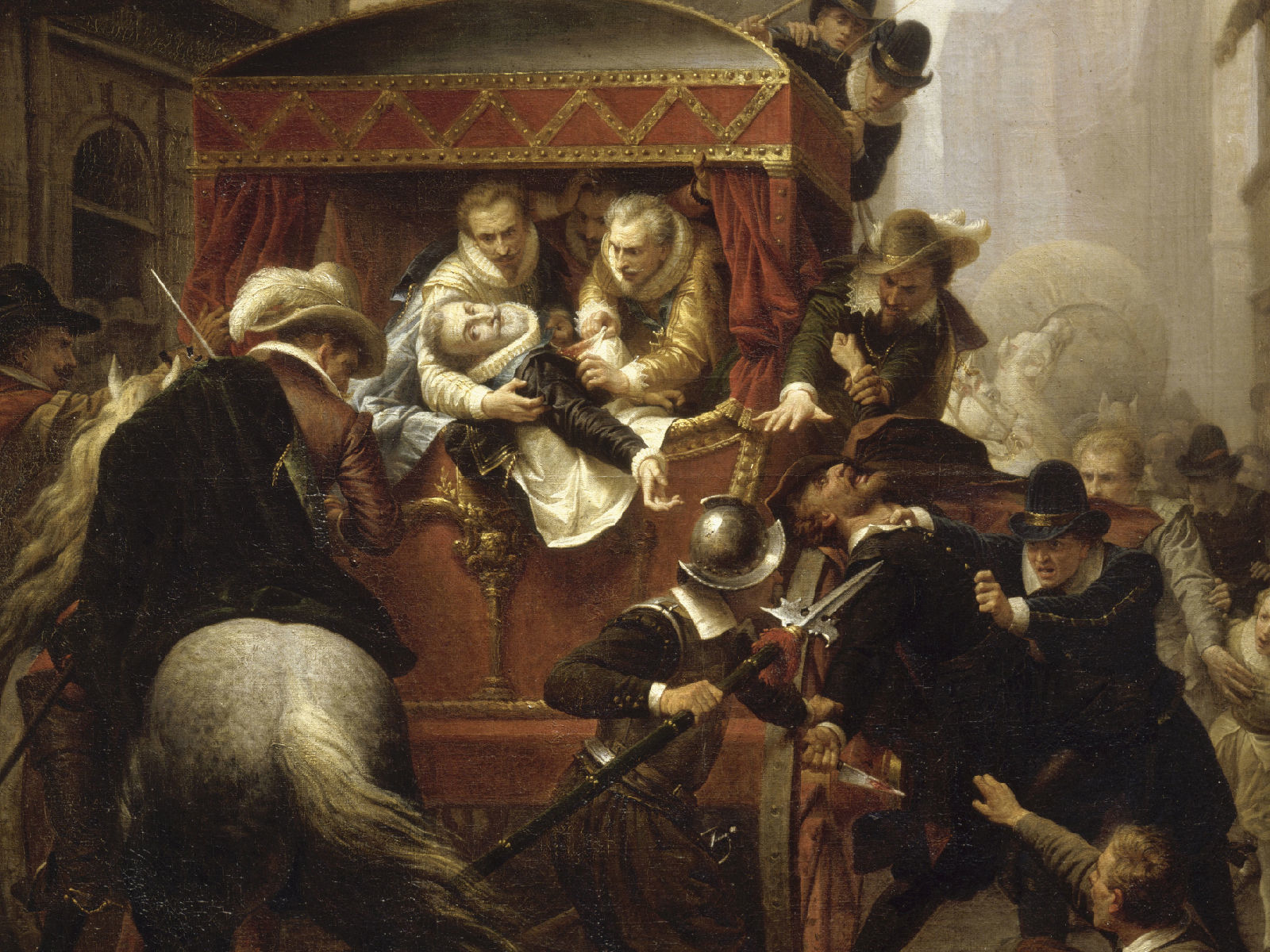
Убийство Генриха IV и арест Равальяка. 1860, Замок По (музей-замок Генриха IV)
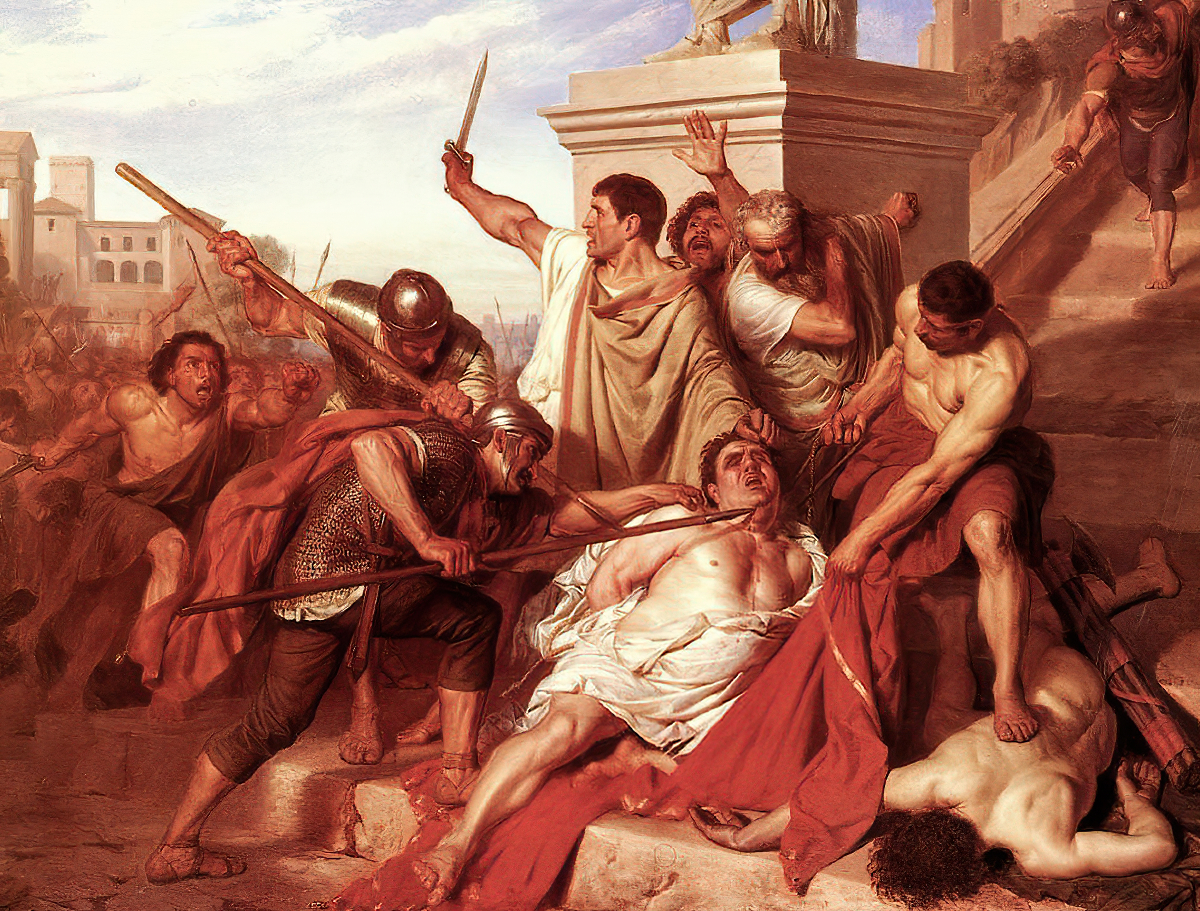
Убийство императора Вителлия. 1847
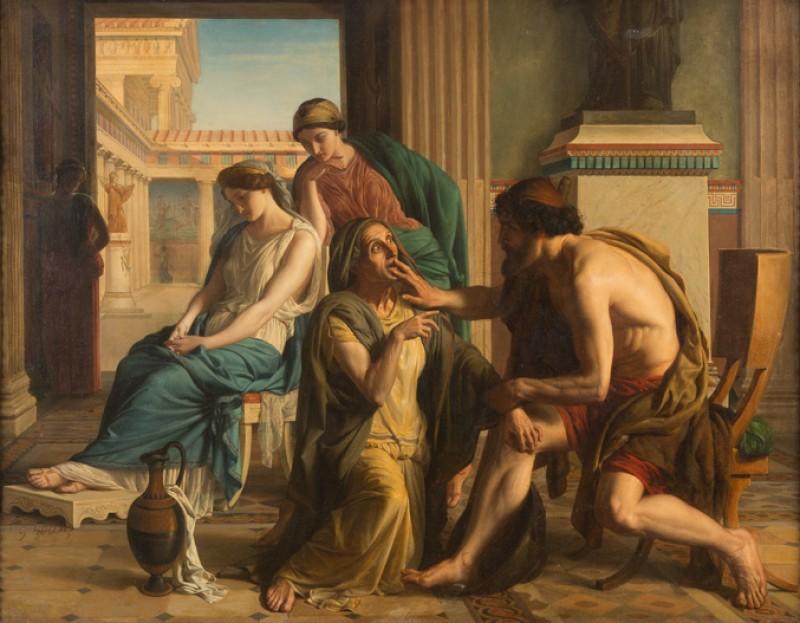
Эвриклея узнаёт Одиссея. 1849
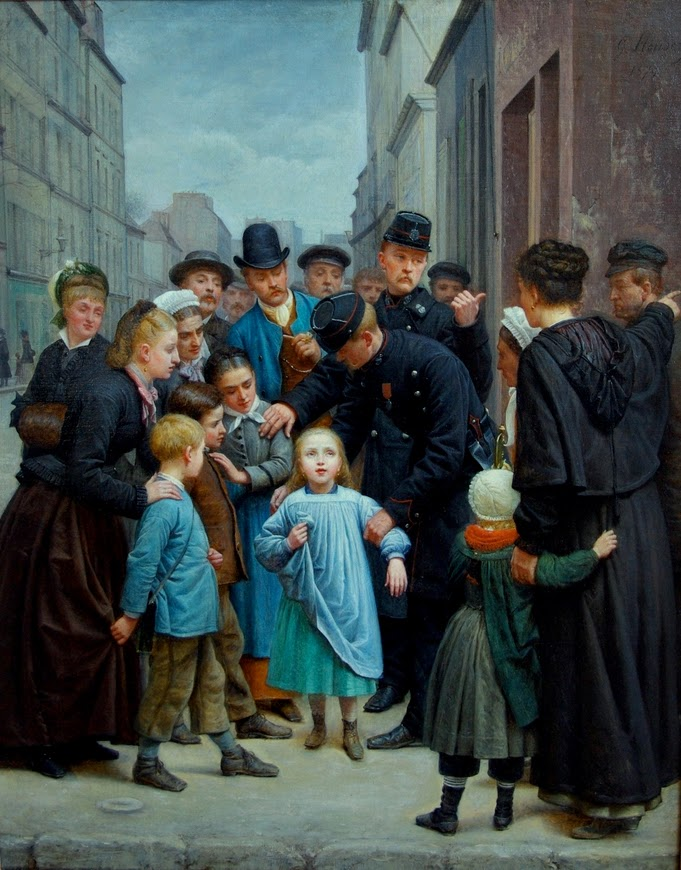
Маленькая девочка потерялась в Париже. 1877